# Ascogaster laticornis
Ascogaster laticornis är en stekelart som beskrevs av Chen och Ji 2003. Ascogaster laticornis ingår i släktet Ascogaster och familjen bracksteklar. Inga underarter finns listade.